# Frank W. Towey
Frank William Towey Jr. (* 5. November 1895 in Jersey City, New Jersey; † 4. September 1979 in Montclair, New Jersey) war ein US-amerikanischer Politiker. Zwischen 1937 und 1939 vertrat er den Bundesstaat New Jersey im US-Repräsentantenhaus.

## Werdegang
Frank Towey besuchte die Manresa Hall Grammar School und die St. Peter′s High School in Jersey City. Danach absolvierte er bis 1916 das College of the Holy Cross in Worcester (Massachusetts). Zwischen September 1918 und Januar 1919 nahm er als Leutnant der United States Army an der Endphase des Ersten Weltkrieges teil. Nach einem anschließenden Jurastudium an der Fordham University in New York City und seiner 1920 erfolgten Zulassung als Rechtsanwalt begann er in Newark in diesem Beruf zu arbeiten.
Politisch war Towey Mitglied der Demokratischen Partei. Bei den Kongresswahlen des Jahres 1936 wurde er im zwölften Wahlbezirk von New Jersey in das US-Repräsentantenhaus in Washington, D.C. gewählt, wo er am 3. Januar 1937 die Nachfolge von Frederick R. Lehlbach antrat. Da er im Jahr 1938 dem Republikaner Robert Kean unterlag, konnte er bis zum 3. Januar 1939 nur eine Legislaturperiode im Kongress absolvieren. In dieser Zeit wurden weitere New-Deal-Gesetze der Bundesregierung verabschiedet.
Nach dem Ende seiner Zeit im US-Repräsentantenhaus praktizierte Towey wieder als Anwalt. Zwischen 1940 und 1947 saß er im Berufungsausschuss des Staates New Jersey. Außerdem arbeitete er in den Jahren 1943 bis 1955 für das US-Justizministerium. Er starb am 4. September 1979 in Montclair.